# Nazionale maschile di football americano della Serbia
La nazionale di football americano della Serbia (Репрезентација Србије у америчком фудбалу) è la selezione maggiore maschile di football americano della Federazione Serba di Football Americano, che rappresenta la Serbia nelle varie competizioni ufficiali o amichevoli riservate a squadre nazionali.

## Risultati
Legenda: Grassetto: Risultato migliore, Corsivo: Mancate partecipazioni

## Dettaglio stagioni

### Amichevoli
| Stagione | Vin | Par | Per | Tot | PF | PS | avversaria                 |
| -------- | --- | --- | --- | --- | -- | -- | -------------------------- |
| 2009     | 0   | 0   | 1   | 1   | 7  | 28 | Italia                     |
| 2014     | 1   | 0   | 0   | 1   | 17 | 0  | Svizzera                   |
| 2015     | 1   | 0   | 0   | 1   | 34 | 31 | Italia                     |
| 2017     | 2   | 0   | 0   | 2   | 28 | 7  | Pro Hunt Athletes, Turchia |
| Totale   | 4   | 0   | 1   | 5   | 86 | 66 |                            |

Fonte: americanfootballitalia.com

### Tornei

#### Europei

##### Europeo dal 2018

###### Fase finale
| Stagione | regular season | regular season | regular season | regular season | regular season | regular season | playoff | playoff | playoff | playoff | playoff | playoff       | playoff       |
|          | Vin            | Par            | Per            | Tot            | PF             | PS             | Vin     | Per     | Tot     | PF      | PS      | risultato     | avversaria    |
| -------- | -------------- | -------------- | -------------- | -------------- | -------------- | -------------- | ------- | ------- | ------- | ------- | ------- | ------------- | ------------- |
| 2021     | -              | -              | -              | -              | -              | -              | 1       | 1       | 2       | 41      | 48      | Settimo posto | Gran Bretagna |
| 2023     | -              | -              | -              | -              | -              | -              | 0       | 2       | 2       | 6       | 60      | Ottavo posto  | Francia       |
| Totale   | -              | -              | -              | -              | -              | -              | 1       | 3       | 4       | 47      | 108     |               |               |

###### Qualificazioni
| Stagione | regular season | regular season | regular season | regular season | regular season | regular season | playoff | playoff | playoff | playoff | playoff | playoff                         | playoff    |
|          | Vin            | Par            | Per            | Tot            | PF             | PS             | Vin     | Per     | Tot     | PF      | PS      | risultato                       | avversaria |
| -------- | -------------- | -------------- | -------------- | -------------- | -------------- | -------------- | ------- | ------- | ------- | ------- | ------- | ------------------------------- | ---------- |
| 2015     | 1              | 0              | 0              | 1              | 56             | 0              | -       | -       | -       | -       | -       | Qualificata al turno successivo | Ungheria   |
| 2016     | -              | -              | -              | -              | -              | -              | 1       | 1       | 2       | 31      | 17      | Secondo posto                   | Italia     |
| 2019     | 1              | 0              | 1              | 2              | 23             | 13             | -       | -       | -       | -       | -       |                                 | -          |
| 2022     | 1              | 0              | 1              | 2              | 38             | 34             | -       | -       | -       | -       | -       |                                 | -          |
| 2024     | 0              | 0              | 2              | 2              | 19             | 103            | -       | -       | -       | -       | -       |                                 | -          |
| Totale   | 3              | 0              | 4              | 7              | 136            | 150            | 1       | 1       | 2       | 31      | 17      |                                 |            |

##### Europeo B
| Stagione | regular season | regular season | regular season | regular season | regular season | regular season | playoff | playoff | playoff | playoff | playoff | playoff      | playoff    |
|          | Vin            | Par            | Per            | Tot            | PF             | PS             | Vin     | Per     | Tot     | PF      | PS      | risultato    | avversaria |
| -------- | -------------- | -------------- | -------------- | -------------- | -------------- | -------------- | ------- | ------- | ------- | ------- | ------- | ------------ | ---------- |
| 2013     | 0              | 0              | 2              | 2              | 19             | 51             | 1       | 0       | 1       | 30      | 0       | Quinto posto | Spagna     |
| Totale   | 0              | 0              | 2              | 2              | 19             | 51             | 1       | 0       | 1       | 30      | 0       |              |            |

##### Europeo C
| Stagione | regular season | regular season | regular season | regular season | regular season | regular season | playoff | playoff | playoff | playoff | playoff | playoff      | playoff    |
|          | Vin            | Par            | Per            | Tot            | PF             | PS             | Vin     | Per     | Tot     | PF      | PS      | risultato    | avversaria |
| -------- | -------------- | -------------- | -------------- | -------------- | -------------- | -------------- | ------- | ------- | ------- | ------- | ------- | ------------ | ---------- |
| 2007     | 1              | 0              | 1              | 2              | 17             | 65             | 0       | 1       | 1       | 19      | 32      | Quarto posto | Svizzera   |
| 2012     | -              | -              | -              | -              | -              | -              | 2       | 0       | 2       | 41      | 28      | Campioni     | Svizzera   |
| Totale   | 1              | 0              | 1              | 2              | 17             | 65             | 2       | 1       | 3       | 60      | 60      |              |            |

Fonte: americanfootballitalia.com

### Riepilogo partite disputate
| Anno              | Luogo              | Evento       | Fase del torneo           | Incontro                       | Risultato     |
| 2006              | ?                  | Bodensee Cup |                           | Zürich Renegades - Serbia      | 7 - 25        |
| 2006              | ?                  | Bodensee Cup |                           | Cineplexx Blue Devils - Serbia | 13 - 18       |
| 2006              | ?                  | ?            |                           | Serbia - Slovenia              | 38 - 0        |
| 2007              | Novi Sad           | Amichevole   |                           | Serbia - Russia                |               |
| 2007              | Wolfsberg          | Europeo C    | Girone                    | Austria - Serbia               | 59 - 3        |
| 2007              | Wolfsberg          | Europeo C    | Girone                    | Serbia - Norvegia              | 14 - 6        |
| 2007              | Vienna             | Europeo C    | Finale 3º - 4º posto      | Svizzera - Serbia              | 32 - 19       |
| 25 luglio 2009    | Bolzano            | Amichevole   |                           | Italia - Serbia                | 28 - 7        |
| 2012              | San Gallo          | Europeo C    | Semifinale                | Paesi Bassi - Serbia           | 14 - 21       |
| 2012              | Hohenems           | Europeo C    | Finale                    | Serbia - Svizzera              | 20 - 14       |
| 31 agosto 2013    | Milano             | Europeo B    | Girone                    | Danimarca - Serbia             | 38 - 10       |
| 2 settembre 2013  | Milano             | Europeo B    | Girone                    | Rep. Ceca - Serbia             | 13 - 9        |
| 7 settembre 2013  | Milano             | Europeo B    | Finale 5º - 6º posto      | Spagna - Serbia                | 0 - 30        |
| 2014              | Winterthur         | Amichevole   |                           | Svizzera - Serbia              | 0 - 17        |
| 13 settembre 2015 | Lignano Sabbiadoro | Amichevole   |                           | Italia - Serbia                | 31 - 34       |
| 2015              | Serbia             | Amichevole   |                           | Serbia - Team Eagles           |               |
| 10 ottobre 2015   | Belgrado           | Europeo      | Qualificazioni            | Serbia - Ungheria              | 56 - 0        |
| 2 settembre 2016  | Lignano Sabbiadoro | Europeo      | Qualificazioni            | Serbia - Svizzera              | 17 - 0        |
| 4 settembre 2016  | Lignano Sabbiadoro | Europeo      | Qualificazioni            | Italia - Serbia                | 17 - 14       |
| 29 ottobre 2017   | Belgrado           | Amichevole   |                           | Serbia - Pro Hunt Athletes     | 14 - 0        |
| 4 novembre 2017   | Niš                | Amichevole   |                           | Serbia - Turchia               | 14 - 7        |
| 27 ottobre 2019   | Požarevac          | Europeo A    | Qualificazioni            | Serbia - Rep. Ceca             | 16 - 0        |
| 9 novembre 2019   | Villeneuve-d'Ascq  | Europeo A    | Qualificazioni            | Francia - Serbia               | 13 - 7        |
| 8 agosto 2021     | Vienna             | Europeo A    | Semifinale 5º - 8º posto  | Austria - Serbia               | 48 - 6        |
| ottobre 2021      |                    | Europeo A    | Finale 7º - 8º posto      | Serbia - Gran Bretagna         | 35 - 0 d.g.s. |
| 8 ottobre 2022    | Örebro             | Europeo A    | Qualificazioni            | Svezia - Serbia                | 21 - 14       |
| 23 ottobre 2022   | Kragujevac         | Europeo A    | Qualificazioni            | Serbia - Svizzera              | 24 - 13       |
| 5 agosto 2023     | Gentofte           | Europeo A    | Semifinale 5º - 8º posto  | Danimarca - Serbia             | 13 - 7        |
| 29 ottobre 2023   | Avignone           | Europeo A    | Finale 7º - 8º posto      | Francia - Serbia               | 47 - 0        |
| 19 ottobre 2024   | Zrenjanin          | Europeo A    | Qualificazioni            | Serbia - Ungheria              | 19 - 25       |
| 27 ottobre 2024   | Salisburgo         | Europeo A    | Qualificazioni            | Austria - Serbia               | 78 - 0        |
| 2025              |                    | Europeo A    | Semifinale 9º - 12º posto | Francia - Serbia               |               |

## Confronti con le altre Nazionali
Questi sono i saldi della Serbia nei confronti delle Nazionali incontrate.

### Saldo positivo
| Nazionale     | Giocate | Vinte | Pareggiate | Perse | PF | PS | Ultima vittoria | Ultimo pari | Ultima sconfitta |
| ------------- | ------- | ----- | ---------- | ----- | -- | -- | --------------- | ----------- | ---------------- |
| Gran Bretagna | 1       | 1     | 0          | 0     | 35 | 0  | 2021            | -           | -                |
| Spagna        | 1       | 1     | 0          | 0     | 30 | 0  | 2013            | -           | -                |
| Norvegia      | 1       | 1     | 0          | 0     | 14 | 6  | 2007            | -           | -                |
| Paesi Bassi   | 1       | 1     | 0          | 0     | 21 | 14 | 2012            | -           | -                |
| Turchia       | 1       | 1     | 0          | 0     | 14 | 7  | 2017            | -           | -                |
| Svizzera      | 5       | 4     | 0          | 1     | 97 | 59 | 2022            | -           | 2007             |

### Saldo in pareggio
| Nazionale | Giocate | Vinte | Pareggiate | Perse | PF | PS | Ultima vittoria | Ultimo pari | Ultima sconfitta |
| --------- | ------- | ----- | ---------- | ----- | -- | -- | --------------- | ----------- | ---------------- |
| Ungheria  | 2       | 1     | 0          | 1     | 75 | 25 | 2015            | -           | 2024             |
| Rep. Ceca | 2       | 1     | 0          | 1     | 25 | 13 | 2019            | -           | 2013             |

### Saldo negativo
| Nazionale | Giocate | Vinte | Pareggiate | Perse | PF | PS  | Ultima vittoria | Ultimo pari | Ultima sconfitta |
| --------- | ------- | ----- | ---------- | ----- | -- | --- | --------------- | ----------- | ---------------- |
| Italia    | 3       | 1     | 0          | 2     | 55 | 76  | 2015            | -           | 2016             |
| Svezia    | 1       | 0     | 0          | 1     | 14 | 21  | -               | -           | 2022             |
| Danimarca | 2       | 0     | 0          | 2     | 17 | 51  | -               | -           | 2023             |
| Francia   | 2       | 0     | 0          | 2     | 7  | 60  | -               | -           | 2023             |
| Austria   | 3       | 0     | 0          | 3     | 9  | 185 | -               | -           | 2024             |

## Roster storici
| Roster della Serbia - Europeo B 2013 |
| --- |
| Quarterback - David Hanomihl-Lukić - Rastko Jokić Running Back - Mihailo Josović - Stefan Dedić - Marko Baković - Mihailo Novaković Wide Receiver - Miloš Kolibar - Bratislav Bošnjak - Filip Stojanović - Pavle Plamenac - Ivan Klarić - Mario Lugonja - Marko Marić - Nikola Simović - Filip Nedeljković Tight End - Vojin Milić - Filip Rilak Offensive Linemen - Nikola Davidović - Nenad Stojić - Matija Gobec - Branko Mutić - Miljan Džogazović - Mladen Stojanović - Stefan Drecun - Miloš Tomić - Miloš Nestorović - Nikola Savić - Miloš Rakonjac Defensive Linemen - Vladimir Vasilić - Nebojša Mirković - Sava Petrović - Filip Đorđević - Miloš Lišanin - Ivan Gavrilović - Stefan Novašikić - Milorad Novaković - Vladimir Radenović - Miloš Janković Linebacker - Lazar Bogićević - Nebojša Rajković - Saša Petrović - Nemanja Dakić - Nikola Dakić - Predrag Šćekić - Aleksandar Jovanović - Milan Marjanović Defensive Back - Miladin Jovčić - Marko Bates - Nikola Vasić - Ivan Nedeljković - Marko Milovanović - Filip Vezmar - Stefan Conić - Ivan Radojičić - Darko Cvetković - Đorđe Petrović Special Team Roster aggiornato al 12 maggio 2025 Coaching staff HC Sean Embree · OC Lance Krisien · DC Predrag Durlić Vujić · ST Bojan Milić · OL Petar Vitorović · AOL George Sarcevich · RB Igor Ilić · WR Reuben Droughns · DL Bojan Kovačević · ADL Bogdan Đurđević · DB Aderola Adenmosun · AC Aleksandar Ristić Alf · AC Mitar Bajčetić |

| Roster della Serbia - amichevole Svizzera-Serbia 2014 |
| --- |
| Quarterback - David Hanomihl-Lukić - Branislav Fekete - Lazar Pejković Running Back - Marko Baković - Ivan Prskalo - Mirko Slavković - Mihailo Josović Wide Receiver - Miloš Kolibar - Andrej Puškaš - Petar Goić - Marko Marić - Bratislav Bošnjak Tight End - Vladimir Trajanović - Dobrivoje Vidosavljević Offensive Linemen - Aleksandar Blažić - Nikola Davidović - Janko Popović - Aleksandar Stanković - Radoš Zelenović - Miljan Džogazović - Stefan Drecun - Mladen Stojanović - Branko Mutić Defensive Linemen - Miloš Janković - Milovan Amović - Nikola Vuksanović - Predrag Mladenović - Ivan Gavrilović - Miloš Lišanin - Nebojša Mirković - Uroš Vuković Linebacker - Nikola Anđelković - Filip Vrbić - Uroš Kolaković - Neven Dokić - Lazar Bogićević Defensive Back - Marko Bates - Ivan Nedeljković - Marko Milovanović - Filip Vezmar - Dejan Gligorić - Goran Zec - Aleksa Denović - Vladimir Krstić - Miladin Jovčić Special Team - Darko Klasan K Roster aggiornato al 5 maggio 2025 Coaching staff HC George Sarcevich · OC Blažo Bojić · DC Predrag Durlić Vujić · ST Bojan Milić · DB Ljubodrag Anđelković · OL Petar Vitorović |

| Roster della Serbia - amichevole Italia-Serbia 2015 |
| --- |
| Quarterback - David Hanomihl-Lukić - Branislav Fekete Running Back - Mihailo Josović - Mihailo Novaković - Aleksandar Ristić Alf - Ivan Prskalo - Mirko Slavković - Miroslav Stankić Wide Receiver - Davor Soldo - Marko Marić - Nikola Simović - Filip Nedeljković - Stefan Borković - Bratislav Bošnjak - Dejan Jašćur - Strahinja Stepović Tight End - Stefan Đurić Offensive Linemen - Aleksandar Stanković - Stefan Drecun - Mladen Stojanović - Aleksandar Blažić - Nikola Davidović - Miloš Nestorović - Nikola Savić - Vladimir Uzelac - Branko Mutić Defensive Linemen - Aleksandar Doder - Nebojša Mirković - Milorad Novaković - Branislav Petrović - Danilo Mijušković - Miloš Janković - Dalibor Mihaljević - Filip Miler - Sava Petrović - Miloš Lišanin Linebacker - Nikola Anđelković - Vladimir Vasilić - Uroš Kolaković - Aleksandar Jovanović - Predrag Šćekić - Neven Dokić Defensive Back - Luka Beljanski - Marko Bates - Marko Milovanović - Ivan Nedeljković - Darko Cvetković - Ivan Radojičić - Goran Zec - Aleksa Denović - Darko Hodoba - Nemanja Vučković Special Team - Darko Klasan K Roster aggiornato al 9 maggio 2025 Coaching staff HC/OC Doug Adkins · DC Predrag Durlić Vujić · OL Petar Vitorović · RB Viktor Todorović · WR Predrag Nikolić · DB Ljubodrag Anđelković · DL Josh Hepner · LN Jovica Jović · ST Bojan Milić |

| Roster della Serbia - Serbia-Ungheria qualificazioni europee 2015 |
| --- |
| Quarterback - David Hanomihl-Lukić Running Back - Mihailo Josović - Mihailo Novaković - Mirko Slavković - Miroslav Stankić Wide Receiver - Davor Soldo - Marko Marić - Nikola Simović - Mario Lugonja - Filip Nedeljković - Stefan Borković - Bratislav Bošnjak - Dejan Jašćur - Strahinja Stepović Offensive Linemen - Aleksandar Stanković - Stefan Drecun - Mladen Stojanović - Aleksandar Blažić - Miloš Nestorović - Nikola Savić - Vladimir Uzelac - Branko Mutić Defensive Linemen - Aleksandar Doder - Nebojša Mirković - Milorad Novaković - Branislav Petrović - Miloš Janković - Dalibor Mihaljević - Sava Petrović - Miloš Lišanin Linebacker - Nikola Anđelković - Vladimir Vasilić - Uroš Kolaković - Aleksandar Jovanović - Predrag Šćekić Defensive Back - Luka Beljanski - Filip Vezmar - Marko Bates - Marko Milovanović - Ivan Nedeljković - Darko Cvetković - Ivan Radojičić - Goran Zec - Aleksa Denović Special Team - Darko Klasan K Roster aggiornato al 6 maggio 2025 Coaching staff HC Doug Adkins |

| Roster della Serbia - qualificazioni europee 2016 |
| --- |
| Quarterback - Aleksa Đokić - David Hanomihl-Lukić Running Back - Mihailo Josović - Mihailo Novaković - Aleksandar Ristić Alf - Filip Vlajić Wide Receiver - Stefan Đurić - Dejan Jašćur - Miloš Kolibar - Marko Marić - Filip Nedeljković - Davor Soldo - Tihomir Todorov Tight End - Vojin Milić Offensive Linemen - Aleksandar Blažić - Nikola Davidović - Miljan Džogazović - Branko Mutić - Nikola Savić - Aleksandar Stanković - Vladimir Uzelac Defensive Linemen - Aleksandar Doder - Miloš Janković - Miloš Lišanin - Dalibor Mihaljević - Milorad Novaković - Branislav Petrović - Nebojša Mirković - Sava Petrović Linebacker - Nikola Anđelković - Aleksandar Jovanović - Danijel Maksimović - Predrag Šćekić - Miloš Josović Defensive Back - Marko Bates - Luka Beljanski - Slavoljub Dukovski - Ivan Nedeljković - Đorđe Petrović - Ivan Radojičić - Filip Vezmar - Nemanja Vučković - Goran Zec - Marko Milovanović Special Team - Petar Goić - Darko Klasan K Roster aggiornato al 20 maggio 2025 Coaching staff HC/OC Doug Adkins · DC Predrag Durlić Vujić · ST Bojan Milić · OL James Fayed · RB Aleksandar Ristić Alf · DL Josh Hepner · DB Ljubodrag Anđelković · DB Malik Jackson · LB Predrag Šćekić |

| Roster della Serbia - amichevoli 2017 |
| --- |
| Quarterback - Mladen Zlatić - David Hanomihl-Lukić - Aleksa Đokić Running Back - Filip Vlajić - Željko Kostić - Mihailo Novaković - Aleksandar Bogdanović Wide Receiver - Stefan Borković - Bogdan Pavlović - Dejan Jašćur - Miloš Kolibar - Milan Nikolić - Tihomir Todorov Tight End - Željko Novak - Milan Jeftić Offensive Linemen - Aleksandar Blažić - Vladimir Ikraš - Stefan Drecun - Miljan Džogazović - Ćiro Jordanov - Nemanja Graovac - Branko Mutić - Luka Škorić Defensive Linemen - Aleksandar Doder - Miloš Lišanin - Nebojša Mirković - Danilo Mijušković - Milorad Novaković - Igor Timotijević - Nikola Savić Linebacker - Uroš Kolaković - Mihailo Josović - Luka Vujnović - Aleksandar Jovanović - Ivan Krković - Danijel Maksimović - Lazar Bogićević Defensive Back - Marko Bates - Luka Beljanski - Aleksa Denović - Tiodor Grujović - Aleksandar Borković - Marko Milovanović - Aleksa Mišković - Đorđe Petrović - Nemanja Vučković - Goran Zec Special Team - Darko Klasan K - Vladimir Dimitrijević Roster aggiornato al 21 maggio 2025 Coaching staff HC Vladislav Petković |

| Roster della Serbia - Serbia-Repubblica Ceca qualificazioni europee 2019 |
| --- |
| Quarterback - Mladen Zlatić - David Hanomihl-Lukić Running Back - Ivan Pleva - Mihailo Josović - Filip Vlajić - Mihailo Novaković - Aleksandar Ristić Alf Wide Receiver - Miloš Kolibar - Stefan Borković - Davor Soldo - Tihomir Todorov - Filip Nedeljković - Milan Nikolić - Stefan Đurić Offensive Linemen - Nikola Davidović - Stefan Drecun - Aleksandar Blažić - Aleksandar Stanković - Vladimir Ikraš - Dušan Radojević - Dejan Šarenac - Dragan Kovačević Defensive Linemen - Milorad Novaković - Dušan Novaković EDGE - Danilo Mijušković - Igor Timotijević - Miloš Janković - Uroš Josipović - Saša Jokić Linebacker - Luka Vujnović - Predrag Šćekić - Strahinja Grujić - Nebojša Rajković Defensive Back - Ivan Radojičić - Marko Bates - Aleksa Denović - Slavoljub Dukovski - Lazar Bućan - Aleksandar Borković - Aleksandar Živanović - Nemanja Vučković - Goran Zec - Miloš Katić - Lazar Bogićević Special Team - Željko Stegnjaja K/P Roster aggiornato al 18 aprile 2025 Coaching staff HC/OC Doug Adkins · DC Predrag Durlić Vujić · AC Predrag Šćekić · AC Vladislav Petković · AC Petar Vitorović · AC Ljubodrag Anđelković · AC Blažo Bojić · AC Josh Hepner · AC Miloš Grujičić · AC Lawrence Williams |

| Roster della Serbia - Francia-Serbia qualificazioni europee 2019 |
| --- |
| Quarterback - Mladen Zlatić - David Hanomihl-Lukić Running Back - Ivan Pleva - Mihailo Josović - Filip Vlajić - Mihailo Novaković - Aleksandar Ristić Alf Wide Receiver - Miloš Kolibar - Stefan Borković - Davor Soldo - Tihomir Todorov - Filip Nedeljković - Milan Nikolić Tight End - Stefan Đurić - Bojan Nešić Offensive Linemen - Nikola Davidović - Srđan Aleksandrović - Stefan Drecun - Aleksandar Blažić - Aleksandar Stanković - Vladimir Ikraš - Dušan Radojević - Dejan Šarenac - Dragan Kovačević Defensive Linemen - Milorad Novaković - Dušan Novaković EDGE - Danilo Mijušković - Igor Timotijević - Miloš Janković - Uroš Josipović - Saša Jokić Linebacker - Luka Vujnović - Predrag Šćekić - Strahinja Grujić - Nebojša Rajković - Mihajlo Miškiv - Lazar Bogićević Defensive Back - Ivan Radojičić - Marko Bates - Aleksa Denović - Slavoljub Dukovski - Lazar Bućan - Aleksandar Borković - Nenad Andonović - Aleksandar Živanović - Nemanja Vučković - Goran Zec - Miloš Katić Special Team - Željko Stegnjaja K/P Roster aggiornato al 18 aprile 2025 Coaching staff HC/OC Doug Adkins · DC Predrag Durlić Vujić · AC Predrag Šćekić · AC Vladislav Petković · AC Petar Vitorović · AC Ljubodrag Anđelković · AC Blažo Bojić · AC Josh Hepner · AC Miloš Grujičić · AC Lawrence Williams |

| Roster della Serbia - Austria-Serbia semifinale 5º - 8º posto Europeo 2021 |
| --- |
| Quarterback - 19 Andrej Tasić - 13 Ognjen Mitrović Running Back - 49 Matija Almaši - 28 Mihailo Novaković - 34 Filip Vlajić - 18 Filip Turčinović Wide Receiver - 17 Tihomir Todorov - 1 Petar Bajalica - 81 Bogdan Pavlović - 16 Milan Novaković - 5 Danijel Đorđić - 37 Aleksandar Anđelković - 42 Luka Vukojević Tight End - 44 Bojan Nešić - 10 Milan Nikolić TE/WR Offensive Linemen - 68 Branko Mutić - 65 Nikola Davidović - 72 Aleksandar Stanković - 62 Nemanja Žunić - 74 Miljan Džogazović - 77 Milan Pavlović - 66 Branislav Petrović Defensive Linemen - 93 Milorad Novaković - 99 Dušan Novaković EDGE - 67 Igor Timotijević - 98 Nikola Vuksanović - 55 Danilo Mijušković - 36 Miloš Janković - 92 Milovan Amović - 59 Andrija Drča Linebacker - 47 Petar Derikonjić - 56 Danijel Maksimović - 23 Aleksandar Jovanović - 53 Aleksandar Prvanov Defensive Back - 7 Ivan Radojičić CB - 4 Marko Bates CB - 6 Strahinja Jevremović CB - 20 Strahinja Jeremić CB - 31 Nemanja Vučković S - 32 Đorđe Dimitrijević S - 27 Nikola Stojanović S - 2 Nikola Treskanica S - 15 Sava Luburić S - 48 Marko Mančić S Special Team - 84 Željko Stegnjaja K/P Roster aggiornato al 14 maggio 2025 |

| Roster della Serbia - Svezia-Serbia qualificazioni europee 2022 |
| --- |
| Quarterback - 9 Branislav Fekete Running Back - 19 Aleksandar Mlađen - 2 Aleksandar Bogdanović - 34 Filip Vlajić Wide Receiver - 15 Dimitrije Obradinović - 81 Filip Đokić - 6 Danijel Đorđić - 17 Tihomir Todorov - 1 Petar Bajalica - 47 Aleksa Smiljić Tight End - 32 Dejan Polovina Offensive Linemen - 50 Vladimir Ikraš - 60 Igor Milošević - 62 Aleksandar Blažić - 72 Aleksandar Mladenović - 66 Đorđe Pešut - 77 Milan Pavlović - 68 Veljko Šamanović - 74 Miloš Stevanović Defensive Linemen - 67 Igor Timotijević - 98 Luka Velimirović - 92 Miloš Injac - 36 Miloš Janković - 99 Dušan Novaković EDGE - 90 Nikola Prkosovački - 59 Uroš Kolaković EDGE - 56 Petar Derikonjić EDGE - 7 Lazar Bogićević EDGE Linebacker - 44 Nebojša Rajković - 28 Nikola Marković - 53 Đorđe Gačić Defensive Back - 4 Nemanja Vučković - 31 Aleksandar Borković - 42 Nikola Mitić - 13 Strahinja Milenić - 27 Relja Milivojević - 5 Vanja Radivojević - 20 Nikola Stojanović - 3 Ivan Radojičić - 48 Luka Beljanski Special Team - 37 Željko Stegnjaja K/P - 16 Filip Nedeljković Lista delle riserve - Defense - 55 Danilo Mijušković Roster aggiornato al 23 aprile 2025 Coaching staff HC Brett Morgan |

| Roster della Serbia - Serbia-Ungheria qualificazioni europee 2024 |
| --- |
| Quarterback - Vojin Milić - Igor Jovanović Running Back - Aleksandar Bogdanović - Nikola Stojanović - Boris Kujundžić Wide Receiver - Petar Bajalica - Dimitrije Obradinović - Jovan Ikić - Bogdan Stupar - Đorđe Mitrović - Ognjen Milosavljević Tight End - Lazar Ignjatović - Marko Milosevic Offensive Linemen - Nikola Savičić - Nemanja Filipović - Đorđe Raicević - Aleksandar Mladenović - Damjan Tomašević - Đorđe Pešut - Boško Adamović - Strahinja Nestorović Defensive Linemen - Miloš Janković - Stefan Dukić - Mihailo Čekada - Miloš Injac - Uroš Kolaković EDGE - Lazar Bogićević EDGE - Petar Derikonjić EDGE - Dušan Novaković EDGE Linebacker - Aleksandar Prvanov - Dejan Polovina - Aleksandar Jovanović - David Miletić Defensive Back - Miloš Tresović - Filip Abramović - Lazar Bućan - Sava Luburić - Strahinja Milenić - Dimitrije Novaković - Luka Pesic - Mihailo Petrović - Strahinja Jeremić - Relja Milivojević - Nikola Ćirić Special Team - Željko Stegnjaja K/P Roster aggiornato al 18 aprile 2025 Coaching staff HC Bojan Kovačević · DC Danilo Mijušković · RB/TE Đorđe Timotijević · LB Predrag Durlić Vujić · QB Miroslav Markov · ST Bojan Milić · WR Željko Novak · DL Billy Hatten |